# ستراتا
ستراتا هي شركة مساهمة خاصة لتصنيع المواد المركبة لهياكل الطائرات، وتتخذ من مدينة العين بالإمارات العربية المتحدة مقرًا لها. تأسست عام 2009 وبدأت الإنتاج في عام 2010، وأبرمت عقود شراكة مع بعض الشركات الرائدة في مجال تصنيع معدات الطائرات الأصلية على مستوى العالم من بينها شركة بوينغ، وشركة إيرباص، فضلًا عن أنها المورد الأساسي لشركتي (إف إيه سي سي) و (سابكا) لصناعة الطيران.
سلمت الشركة6067 شحنة، بإجمالي 85 ألفاً و734 قطعة من أجزاء هياكل الطائرات الرئيسة أو الثانوية وذلك منذ إنشائها في عام 2010، حتى نهاية أبريل2024
وتعد ستراتا الآن مُوردًا لبرامج "إيرباص إيه 330 وإيرباص إيه 340 و (إيرباص إيه 380)، لبرنامجي بوينغ 777 وبوينغ 787. كما تعمل ستراتا على توريد أجزاء لطائرة إيرباص إيه 350 خلال شركة (سابكا). وبالإضافة إلى ذلك، فإن ستراتا تقوم بالتوريد لشركة إلينيا إرماتشي في إطار برنامج الطائرات إيه تي آر.
«ستراتا» مملوكة من قبل شركة مبادلة للتنمية، وهي شركة التطوير والاستثمار الاستراتيجي التي تتخذ من أبوظبي مقراً لها.ستراتا تفوز بعقد تصنيع الأسطح الخارجية لرفارف أجنحة طائرات إيرباص A350-1000 من شركة ساب السويدية لصناعة الطائرات 
يقم مقرها في في مجمع نبراس العين للطيران في مدينة العين بأبوظبي وتتميز الشركة بأقسامها التصنيعية المتطورة و قسم الأبحاث وتطوير المشاريع والمُختبرات التي تضمّ المُعدات والتقنيات المتقدمة لتجميع أجزاء هياكل الطائرات باستخدام الروبوتات، والذكاء الاصطناعي، وتقنيات الفحص المتطورة وتحليل البيانات، وتحسين آليات تصنيع وتجميع أجزاء هياكل الطائرات المصنعة من المواد المركبة.

## شراكة ستراتا للتصنيع مع مركز محمد بن راشد للفضاء
وقّعت شركة ستراتا للتصنيع مع مركز محمد بن راشد للفضاء عقداً جديداً لتصنيع مزيد من أجزاء القمر الاصطناعي MBZ-SAT، الذي يعتبر الأحدث في المنطقة في مجال التصوير عالي الدقة.

## تصنيع القوارب الشراعية
أعلنت «SailGP» عن شراكة جديدة قائمة على الإنتاج مع شركة ستراتا للتصنيع، حيث ستقوم ستراتا بتصنيع وتوريد المكونات الرئيسية لأسطول SailGP المتطور والمكوّن من قوارب F50 ذات القارب المحلق، بما في ذلك الأجنحة والدفات ورقائق «تي» وكذلك دفات «تي».

## وصلات خارجية
الموقع الرسمي للشركة